# Gertrud Bodenwieser
Gertrud Bodenwieser (n. 3 februarie 1890, Viena, Austro-Ungaria – d. 10 noiembrie 1959, Sydney, Noul Wales de Sud, Australia) cunoscută sub numele de „Gertrude”, a fost o dansatoare, coregrafă, profesor de dans și pionier al dansului expresiv.

## Biografie

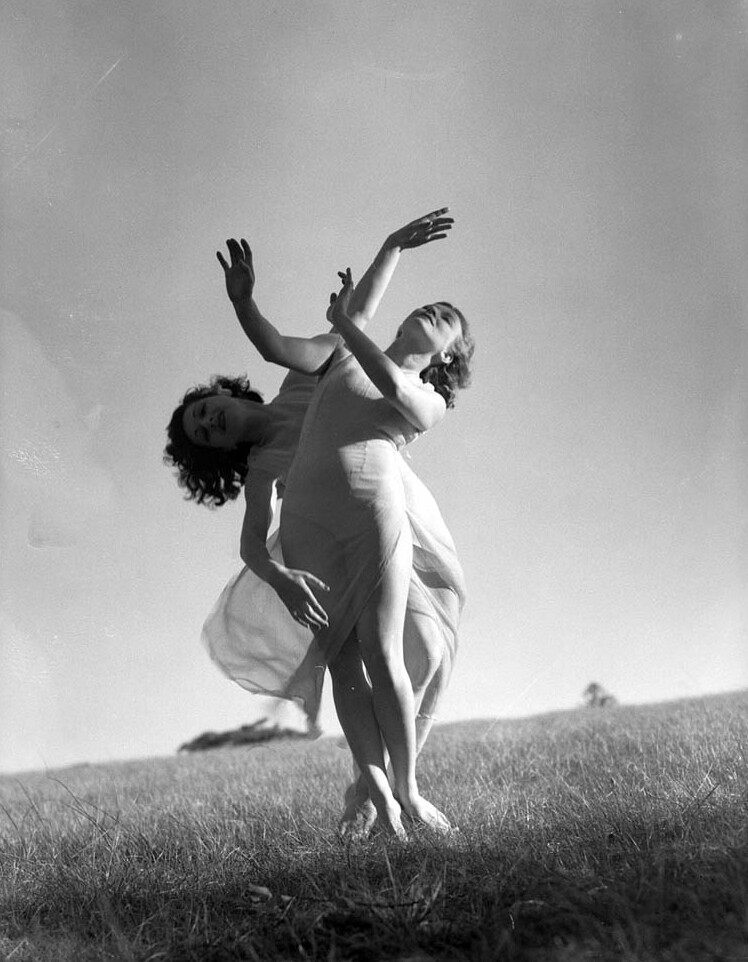
Emmy Towsey (Taussig) și Evelyn Ippen, Bodenwieser - Balet în Centennial Park din Sydney, Australia cca. 1939.

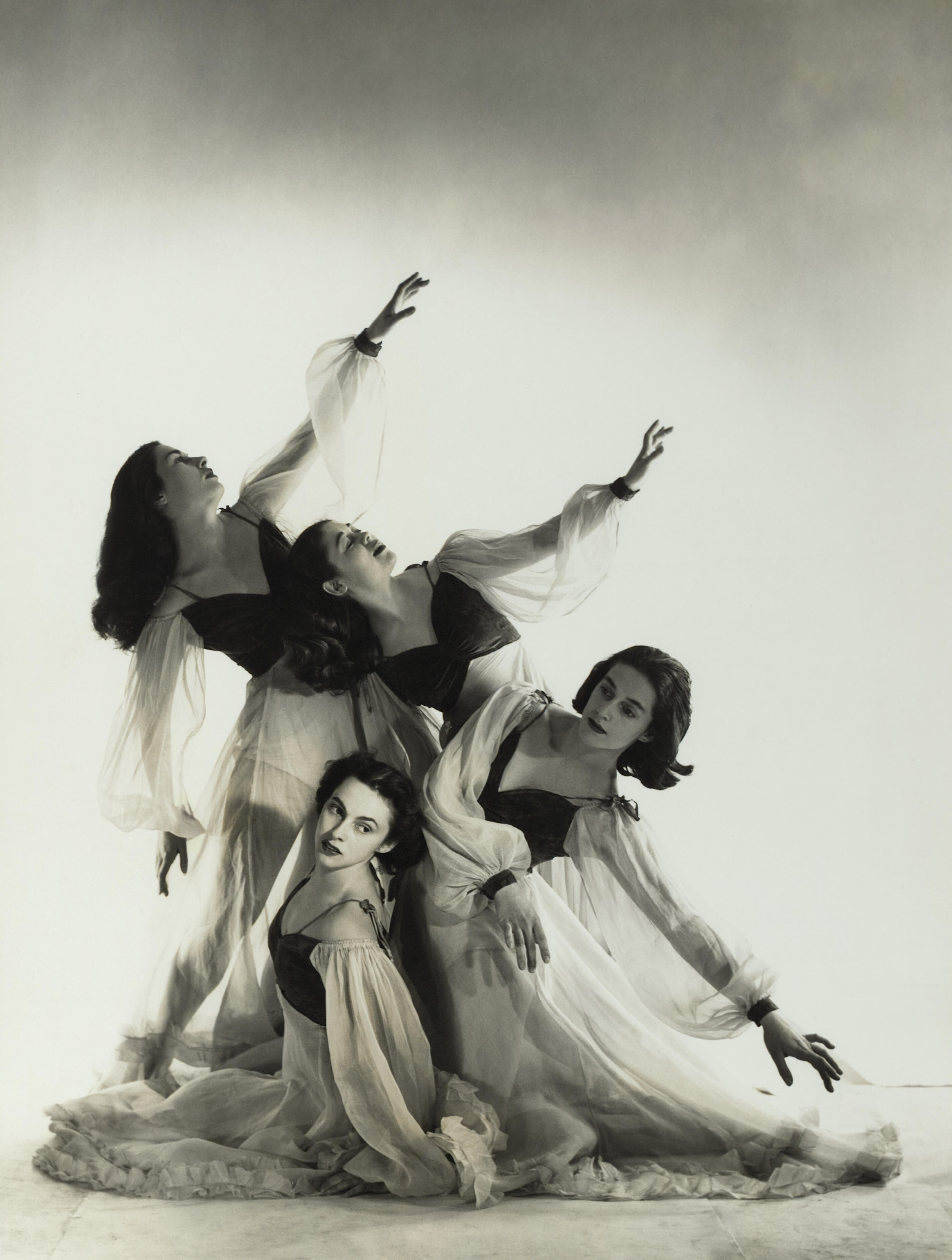
Bodenwieser vals, 1953

A fost fiica lui Teodor și a Mariei Bondi, un înstărit cuplu de evrei. Și-a început cariera de dansatoare sub pseudonimul Gertrud Bodenwieser, fiind o senzație pentru acea perioadă în Viena. Stilul lui Bodenwieser  s-a bazat pe balet clasic, fiind inițiată de Carl Godlewski între anii 1905 și 1910; ea a avut un nou stil de dans care a fost bine primit și cu entuziasm de public, critici și tineri studenți. Ea a fost inspirată de lucrările lui Isadora Duncan și Ruth St. Denis. Unul dintre cel mai mare succes a fost „Demon Machine”, un spectacol de dans, în care un grup de dansatori se transformată în mașini.
Gertrud Bodenwieser a fost numită profesoare de dans la Universitatea de Muzică și Arte Aplicate din Viena. În subsolul sălii de concert a avut propriul studio de dans. Elevii ei au fost plecați în turnee în întreaga Europă, cunoscuți sub numele „Grupul de dans Bodenwieser”. Printre elevii ei care au continuat să urmeze propriile lor cariere, se numără Vilma Degischer, Trudl Dubsky, Shona Dunlop MacTavish, Gisa Geert, Grete Brut, Erika Hanka, Hilde Holger, Evelyn Ippen, Susi Jeans, Eileen Kramer, Gertrud Kraus, Ena Noël, Maria Palmer, Lisl Rinaldini, Emmy Towsey, Bettina Vernon și Cilli Wang.
Dansul ei „The Masks of Lucifer”, a arătat intrigi, teroare și ură ca personificări ale totalitarismului politic și a devenit celebru într-un timp de rău augur.
Înaintea celui de-al Doilea Război Mondial, Gertrud Bodenwieser a fugit împreună cu câțiva studenți în Columbia, în 1938, unde a avut un spectacol pentru celebrarea a patru sute de ani a orașului Bogotá. A reușit să umple o arenă de coridă cu entuziasmul spectatorilor. Emigrarea a condus-o pe Bodenwieser în Australia. În Sydney, a învățat să danseze și a fondat școala de dans „Bodenwieser Ballet”. Talentul ei a produs câțiva dintre cei mai importanți coregrafi și dansatori din Australia, inclusiv Anita Ardell, Keith Bain și Margaret Chapple.
Bodenwieser s-a căsătorit în 1920 cu regizorul și dramaturgul austriac Friedrich Rosenthal, care a fost ucis în 1942 în lagărul de concentrare de la Auschwitz de către regimul nazist.